# Tenthredo janetscheki
Tenthredo janetscheki – gatunek błonkówki z rodziny pilarzowatych i podrodziny Tenthredininae.
Gatunek ten opisany został w 2007 roku przez Attilę Harisa na podstawie pojedynczej samicy odłowionej w 1961 roku. Epitet gatunkowy nadano na cześć Heinza Janetscheka.
Błonkówka ta ma ciało o długości 7,5 mm. Głowa jej jest czarna z żółtawobiałymi: wargą górną, nadustkiem i plamką nad nim, żuwaczkami, policzkami i częścią obwódek ocznych. Czułki są całkiem czarne. Przedni brzeg nadustka jest szeroko wykrojony na głębokość około ⅓ jego długości. Powierzchnię głowy pokrywa drobne i gęste punktowanie. Tułów jest czarno-żółtawobiały, w tym żółtawobiała jest szeroka podłużna przepaska w tyle mezopleuronu. Odnóża są żółtawobiałe z czarnymi fragmentami, w tym stopami. Przezroczyste skrzydła cechuje ciemnobrązowe użyłkowanie i rudobrązowa pterostygma. Te pierwszej pary mają długość od 7,5 mm. Wierzch odwłoka jest czarny z żółtawobiałymi elementami 3 początkowych tergitów. Sternity odwłoka są żółtawobiałe z rudobrązową przepaską na dwóch ostatnich.
Owad znany wyłącznie z lokalizacji typowej w okolicy nepalskiego Basislager, gdzie odłowiono go na wysokości około 4000 m n.p.m.